# Microsoft Office 2004 para Mac
Office 2004 para Mac es una versión de Microsoft Office para el sistema operativo Mac OS X de Apple. Su sucesora es el Office 2008. Office 2004 funciona en los Mac con procesadores Intel a través de la capa de emulación Rosseta. Microsoft ha dicho que Office 2004 no será actualizado al binario universal, pero en cambio el nuevo Office 2008 para Mac funciona de forma nativa en los Macs con procesadores PowerPC e Intel.

## Ediciones
La versión de Office 2004 para Mac está disponible en tres ediciones. Todas incluyen Word, PowerPoint y Entourage. El software incluido es idéntico en cada paquete excepto por la versión profesional, que incluye Virtual PC. La versión "Students and Teachers" no puede ser actualizada, lo cual quiere decir que cuando una nueva versión de Office sea liberada, la persona que compró la mencionada versión deberá comprar el paquete completo, el cual costará más comparado con un paquete de solo actualización.
- Office for Mac 2004 Student and Teacher Edition
- Office for Mac 2004 Standard Edition
- Office for Mac 2004 Professional Edition

## Programas

### Word 2004
Microsoft Word es un procesador de textos y fue considerado por mucho tiempo como el principal programa de Office, aunque con la importancia que ha tomado la comunicación electrónico esta distinción ahora le pertenece a Outlook. Word posee una posición dominante en el mercado de los procesadores de texto. Su formato propietario DOC es considerado un formato estándar de facto, aunque en su más reciente versión, Word 2007 utiliza un nuevo formato basado en XML llamado .DOCX, pero tiene la capacidad de guardar y abrir documentos en el formato DOC. Word está también disponible en algunas versiones de Microsoft Works. Está disponible para las plataformas Microsoft Windows y Mac. La primera versión de Word, liberada en 1983, fue para el sistema operativo DOS y tuvo la distinción de introducir el mouse a una gran cantidad de personas. Word 1.0 podía ser comprado con un mouse, aunque este era opcional. La siguiente primavera Apple lanzó el Mac, y Microsoft liberó Word para Mac, el cual se convirtió en la aplicación más popular para este sistema. Requería (como todas las aplicaciones para Mac) la utilización de un mouse.
Extensiones comunes: .doc (Word 97-2003), .docx (Word 2007), .dot

### Excel 2004
Microsoft Excel es un programa de hoja de cálculo. Como Microsoft Word, posee un mercado dominante. Fue originalmente un competidor al dominante Lotus 1-2-3, pero eventualmente se vendió más y se convirtió en el estándar de facto. Está disponible para plataformas Windows y Mac.

### Entourage 2004
Microsoft Outlook (no confundir con Outlook Express) es un administrador de información personal y un complejo cliente de correo electrónico. El reemplazo para Windows Messaging, Microsoft Mail y Schedule+ comenzó en la versión 97 de Office. Incluía un cliente de correo electrónico, un calendario, un administrador de tareas y un directorio de contacto. Aunque históricamente ha estado disponible para Mac, el equivalente más cercano para Mac OS X es Microsoft Entourage, el cual ofrece un conjunto más reducido de funcionalidades.
Extensiones comunes: .msg .pst (Outlook 97-2003), -  Microsoft Outlook 2007

### PowerPoint 2004
Microsoft PowerPoint es un popular programa de presentaciones para Windows y Mac. Es usado para crear diapositivas, compuestas de texto, gráficos, películas y otros objetos. Office Mobile para Windows Mobile 5.0 y versiones posteriores poseen una versión de PowerPoint llamada PowerPoint Mobile. Esta versión reducida permite que películas, vídeos, sonidos y música sean agregados a las diapositivas.
Extensiones comunes: .ppt (Powerpoint 97-2003), .pptx (Powerpoint 2007), .pot

### Virtual PC
Es una aplicación de virtualización que emula a Microsoft Windows en un Mac que utiliza un procesador PowerPC. Este programa no funciona en los Mac basados en procesadores Intel y en agosto de 2006 Microsoft anunció que no se crearía una nueva versión para los mismos.

## Historia de Office un Mac OS
Office 2004 para Mac es la suite anterior a la reciente Office 2008 en la larga historia de Microsoft Office en la plataforma Mac OS X. De hecho, Office hizo su primera aparición en 1989 en un Mac, y posteriormente en Microsoft Windows en 1990.

### Historia de las versiones
| Nombre General                        | Producto                            | Fecha de lanzamiento    |
| ------------------------------------- | ----------------------------------- | ----------------------- |
| Office 1                              | Word 3, etc.                        | 1989                    |
| Office 2                              | Word 4, etc.                        | 1992                    |
| Office 3                              | Word 5, Excel 4, PowerPoint 3, etc. | 1993                    |
| Office 4.2                            | Word 6, Excel 5, PowerPoint 4, etc. | 1994                    |
| Office 4.2.1                          | Word 6, Excel 5, PowerPoint 4, etc. | 1994                    |
| Office 98 (8.0)                       | Word 98, etc.                       | 15 de marzo de 1998     |
| Office 2001 (9.0)                     | Word 2001, etc.                     | 11 de octubre de 2000   |
| Office v. X (La primera versión Aqua) | Word X, etc.                        | 19 de noviembre de 2001 |
| Office 2004 (11)                      | Word 2004, etc.                     | 11 de mayo de 2004      |
| Office 2008 (12)                      | Word 2008, etc.                     | Enero de 2008           |